# حلم الغرفة الحمراء
حلم الغرفة الحمراء هي رواية أدبية صينية، وتعدّ من أفضل الروايات الكلاسيكية الصينية. كتبها الكاتب «تساو شيويه تشين» من خلال تجاربه المعيشية التي تقلبت بين الغنى والفقر. كان جد تساو شيويه تشين يحظى بثقة ودعم من الإمبراطور «كانغ شي» وقضى تساو شيويه تشين أيام طفولته في أسرة غنية للغاية ولكن طرأت تغيرات كبيرة على أسرته وانتقلت من الجنوب إلى بكين وجرب الشاب تساو شيويه تشين السعادة والشقاء في حياته الاجتماعية. وفي أيام شيخوخته سكن تساو شيويه تشين في ضاحية بكين الغربية وعاش معيشة فقيرة جدا وكتب 80 بابا من رواية «حلم القصور الحمراء» في ظل ظروف صعبة ولكن لم يكمل الرواية بسبب مرضه وتوفي.
إن رواية «حلم القصور الحمراء» رواية موسوعية، وهي من أطول الروايات في التاريخ. تناولت الرواية جميع الفئات الاجتماعية في الصين حينذاك بما فيها الإمبراطور وأقرباؤه والمسؤولون والأمراء والخدم ورجال الدين والتجار والفلاحون وغيرهم ووصفت المراسم والتبادلات والاحتفالات في المجتمع وممارسات العمل وغرس الأزهار والأشجار للمواطنين العاديين والطب والتنجيم والغناء والفنون وجسدت مجالات عديدة في عهد أسرة تشينغ الملكية.
إن تشكيل الشخصيات في رواية «حلم القصور الحمراء» كان ناجحا جدا والأشخاص في الرواية أكثر من 700 الشخصيات النموذجية فيها أكثر من مائة. وفهم تساو شيويه تشين بشكل دقيق وعميق النساء وخاصة الأحوال النفسية وعالم المشاعر المعقدة والحساسة للشابات. وكشف في الرواية أمالهن في الحياة وخاصة تطلعاتهن للحب وأظهر الأبعاد الإنسانية الوافرة والعميقة وفي نفس الوقت عبر عن تقييد وتأثير البيئة والمجتمع عليهن مما أبدع سلسلة من الصور الفنية.
وشكلت رواية «حلم القصور الحمراء» قمة الروايات الكلاسيكية الصينية من حيث الأسلوب والحيكة الفنية وتشكيل الشخصيات في ذهن القارئ.